# Heimliche Küsse
Heimliche Küsse (Originaltitel: Baisers cachés) ist ein französischer Film von Didier Bivel, der 2015 gedreht wurde und 2016 erschien. Er erzählt die Coming-out-Story zweier Jugendlicher in Frankreich, die beide in unterschiedlicher Weise mit der fehlenden Akzeptanz ihrer Väter umgehen müssen.

## Handlung
Der 16-jährige Nathan zieht mit seinem Vater in eine neue Stadt. In der Schule wird er nach wenigen Tagen zu einer Party eingeladen. Auf der Party küsst er, leicht euphorisch vom Alkohol, einen Mitschüler – es ist Louis. Der Kuss wird heimlich fotografiert und auf Facebook hochgeladen. Für Nathan beginnt ein Spießrutenlauf, er verrät aber nicht, dass es Louis war, den er geküsst hat. Während Nathans Vater sich mit der Homosexualität seines Sohnes auseinandersetzt, leidet Louis unter den heftigen Reaktionen seines Vaters.
In der Schule hat es Nathan immer schwerer, es gipfelt darin, dass er ausgerechnet von Louis zusammengeschlagen wird. Eine Lehrerin der Schule outet sich selber und appelliert so an die Schüler, sich toleranter zu verhalten.
Louis geht erst nicht auf die Kontaktversuche von Nathan ein. Als er es dann aber nicht mehr im Elternhaus aushält, reißt er aus und versucht vom Dach einer stillgelegten Fabrik zu springen. Nathan und sein Vater halten ihn davon ab. Er übernachtet danach bei Nathan, die beiden kommen sich näher, akzeptieren ihre Homosexualität und werden ein Paar. Auch Nathans Vater hat sich mittlerweile an die neue Situation gewöhnt und unterstützt die beiden. Anders Louis’ Vater, der seinen älteren Sohn in der Familie isoliert. Das wiederum hält seine Mutter auf Dauer nicht aus und verlässt mit den beiden Söhnen den Haushalt und verbietet dem Vater jeden Kontakt.
Vor der Schlussszene kommt es zu einer Wiederbegegnung zwischen Nathan und Louis, die sich beide auf einem Bahnsteig in den Armen liegen. In der Schlussszene selbst kommt es noch einmal zu einer Begegnung Louis’ mit seinem Vater. Dieser wendet sich zwar erneut von seinem Sohn ab, Nathans Vater meint aber dazu, dass er noch Zeit brauche (für eine Akzeptanz).